# 4. Nemzetközi Fizikai Diákolimpia
A 4. Nemzetközi Fizikai Diákolimpiát (1970) a Szovjetunióban, Moszkvában rendezték 1970. július 5. és július 15. között. Nyolc ország negyvennyolc versenyzője vett részt.
A magyar csapat két II. díjat (ezüstérmet) és egy III. díjat (bronzérmet) szerzett, ezzel a magyar csapat a 4. helyet szerezte meg az országok közötti pontversenyben.

(Az elérhető maximális pontszám: 6×60=360 pont volt)

## Országok eredményei pont szerint
|    | Ország        | Pont | Arany | Ezüst | Bronz |
| -- | ------------- | ---- | ----- | ----- | ----- |
| 1. | Szovjetunió   | 301  |       |       |       |
| 2. | Csehszlovákia | 238  |       |       |       |
| 3. | Lengyelország | 235  |       |       |       |
| 4. | Magyarország  | 224  | 0     | 2     | 1     |

## A magyar csapat
A magyar csapat tagjai voltak:
| Név               | Iskola                                     | Város    | Pontszám | Díj   |
| ----------------- | ------------------------------------------ | -------- | -------- | ----- |
| Kereszturi András | Eötvös Gimnázium                           | Budapest | 46       | Ezüst |
| Ormos Pál         | Radnóti Miklós Gimnázium                   | Szeged   | 45       | Ezüst |
| Nagy András       | Fazekas Mihály Fővárosi Gyakorló Gimnázium | Budapest | 43       | Bronz |
| Sailer Kornél     | József Attila Gimnázium                    | Ózd      | 35       |       |
| Horváthy Péter    | Fazekas Mihály Fővárosi Gyakorló Gimnázium | Budapest | 29       |       |
| Gyimesi Ferenc    | Révai Gimnázium                            | Győr     | 26       |       |